# 長野県信濃学園
長野県信濃学園（ながのけんしなのがくえん）は、長野県松本市波田にある長野県立の児童福祉法に基づく知的障害児施設である。

## 概要
知的発達に障害のある利用者の生活の場として、治療･教育および就労支援等の進路選択の支援を行うとともに、必要に応じて利用者の家庭支援を行っている。1951年に開設され、当初は入所定員30名、職員9人で発足した。施設の総面積は1万2000平方メートルと広大であり、本館・寮舎・体育館などの建物がある。入所者は原則として18歳以下だが、それ以上の年齢の利用者も受け入れている。

## 理念
“信濃学園は、豊かな自然に囲まれた環境のもと、一人ひとりの「その人らしさ」を尊重しながら、利用されている皆様方が職員と共に、明るく、楽しく、のびのびと生活できるように支援させていただきます。”

## 職員行動指針
「信濃学園 さわやか宣言 21」として
- 誰もがかけがえのない人生をより豊かに生きていける、個人の尊厳と平等に立脚した社会の実現を願う
- どんなに重い障がいを持った利用者であっても、一人ひとりの生き方が大切にされ、豊かで輝いたものでありたい
- 利用者の限りない成長、発達のための援助と、家庭への支援という専門的役割を担う
- 利用者が主役となる新しい時代にふさわしい施設づくりに努める
- 利用者の人格及び尊厳を尊重して接する事を基本とし、障がいのある利用者の援助者としての役割を自覚して、いつも利用者の笑顔が輝くより豊かな生活を創りあげていく

以上のことをうたっている。

## 学校教育
学園内に松本養護学校信濃学園分室を持っている。学齢期の入所者は、松本養護学校に通学するか、この分室で学び、学校教育を受ける。松本養護学校には高等部もある。

## 短期入所（ショートステイ）
障害のある子供について、介護者が一時的に家庭で介護できない場合、短期間の入所による支援を行うもの。最寄りの市町村に介護給付費の支給申請を行って支給決定を受け、「障害福祉サービス受給者証」の交付を受ける。短期入所利用では、「障害福祉サービス受給者証」が決めている支援量の範囲内で利用できる。利用期間中は信濃学園の日課に添い食事・入浴等の生活を行う。また、看護師・児童指導員が常に健康状態に注意し、健康保持に努める。保護者は、サービス費用の１割を負担する。また、食費・光熱水費・医療費・個人の所有になる物品購入費・教養娯楽費など日常生活に関する費用は、保護者が実費負担する。

## 日中一時支援事業
障害のある子供について、介護者の就労または休息等のために信濃学園が日中預かり支援するもので、日帰り利用である。最寄りの市町村に申し込み、利用が決まると、市町村が信濃学園と委託契約を結ぶ。サービス費用は市町村が負担するが、食費・光熱水費・日常にかかる費用は実費負担となり、保護者が負担する。

## 沿革
- 1951年（昭和26年）4月 初の県立施設として開設（私立としては軽井沢町に愛泉会知育園があった）[1]
- 1954年（昭和29年） 水道施設不備のため集団赤痢が、前年に続いて発生する[1]
- 1954年（昭和29年）6月 一時休園閉鎖し、上水道の改善、炊事場・便所の改築工事に入る[1]
- 1956年（昭和31年）4月 施設を再開[1]
- 1967年（昭和42年） 全面改築し、園児定員70人（うち重度児20人）、職員定数22人になる[1]
- 1973年（昭和48年） 波田小学校の分室として、特殊学級（2学級）を設置する
- 1978年（昭和53年） 波田小学校の分室を、長野県松本養護学校の分室に移管する
- 1984年（昭和59年） 現在地に移転改築し、園児定員60人（うち重度児30人）になる[1]
- 2006年（平成18年）10月 児童福祉法改正に伴い、入所は原則として措置制度から契約制度による利用となった

## 指定管理者制度
2011年度から、県直営から指定管理者による運営（委任）になっている。

## 交通アクセス
- アルピコ交通（通称・松本電鉄）上高地線下島駅から徒歩約5分

## 周辺
- 長野県梓川高等学校
- 長野県波田学院（児童自立支援組織）
- 松本ハイランド農協・Aコープきろろはた（購買店舗）
- アルピコ交通上高地線下島駅